# Everybody Wants to Rule the World
《Everybody Wants to Rule the World》是英国流行摇滚乐队Tears for Fears第二张录音室专辑Songs from the Big Chair的第三支单曲，由罗兰·欧扎巴尔、伊恩·斯坦利和克里斯·休斯作词，克里斯·休斯作曲。其于1985年3月22日由水星唱片、Phonogram Inc.和Vertigo Records作为专辑Songs from the Big Chair的第三支单曲发行。该曲具有新浪潮音樂与合成器流行音乐之风格，其歌词以腐败为主题，详细描绘了人类对控制与权力的无尽渴望。